# 藤高
株式会社藤高（ふじたか）は、愛媛県今治市別宮町に本社を置くタオルメーカー。

## 概要
創業当初から「技術の藤高」と高く評価され、1952年には横織タオルで特許を取得、1963年には今治で初めてタオルケットの生産を開始した。
2005年には「五彩織り」を開発した。五彩織りは画期的なジャガード織物で、従来プリント以外では表現できなかった図柄を先染め特有の高級感とともに、多彩な表現を可能にしている。五彩織りは高く評価されており2012年に第4回ものづくり日本大賞において同社の開発陣と協力会社社員が経済産業大臣賞を受賞している。

## 事業所
- 今治本社 - 愛媛県今治市別宮町3丁目5-16
- 東京事務所 - 東京都中央区銀座7-12-1藤高ビル

## 沿革
- 1919年 - 「藤高タオル」創立。
- 1929年 - 「合資会社藤高商店」設立。
- 1952年 - 横織タオルの特許取得。
- 1967年 - 「株式会社藤高」設立。
- 1972年 - VOSSEN社と技術提携。
- 1976年 - 協同組合フジタカ繊維設立。
- 1980年 - 同心染工株式会社を関連会社化。
- 1991年 - 流通センター落成。
- 1993年 - 本社ビル落成。
- 2005年 - 五彩織りを開発。
- 2008年 - 五彩織りの特許取得。
- 2018年
  - 八木商店本店資料館をオープン。
  - 銀座に直営店「FUJITAKA TOWEL GINZA」をオープン。

## 関連会社
- 同心染工（糸染め･晒し等）